# Charles Bolden
Charles Frank Bolden Jr (Colúmbia, 19 de agosto de 1946) é um ex-oficial militar do Corpo de Fuzileiros Navais dos Estados Unidos, astronauta veterano de quatro missões e Administrador da NASA de 2009 a 2017.
Bolden participou de quatro missões do ônibus espacial. Foi piloto das missões STS-61-C, a última missão antes do fatídico acidente com o Challenger, e da STS-31, que em 1990 colocou o Telescópio Espacial Hubble em órbita. Promovido a comandante, liderou as equipes da STS-45 e da STS-60, na qual viajou pela primeira vez num ônibus espacial, um cosmonauta, o russo Sergei Krikalev.
Em maio de 2009, o presidente Barack Obama indicou Bolden como Administrador da NASA. Com a aprovação do Senado, em 15 de julho de 2009 ele se tornou o primeiro negro a comandar a agência espacial norte-americana.